# Kachnička amazonská

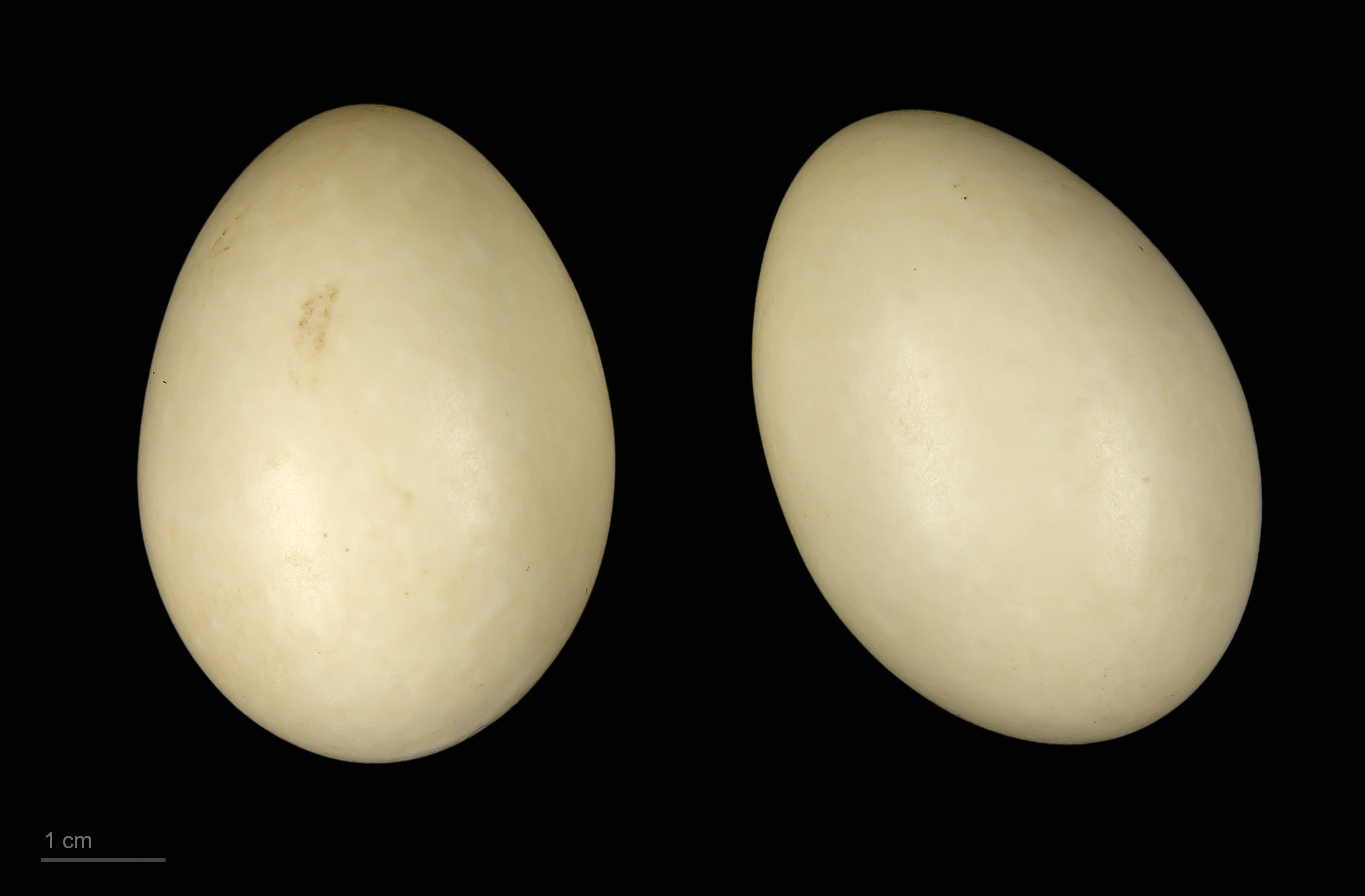
Amazonetta brasiliensis

Kachnička amazonská (Amazonetta brasiliensis) je jedním z ptáků z řádu vrubozobých a čeledi kachnovitých.

## Popis
Kachnička dosahuje cca 350 – 600 g hmotnosti a 35 – 40 cm délky. Základní barva kachničky amazonské je světle hnědá, kačeři se odlišují od samic červeným zobákem a plováky a dobře rozlišitelnou světle šedou skvrnou na stranách hlavy a krku. Samice jsou zbarveny matněji. Obě pohlaví mají výrazně měňavě modrozeleně zbarvené letky.

## Rozšíření a habitat
Kachnička amazonská je jediným zástupcem rodu Amazonetta. Přirozený výskyt tohoto druhu spadá do východní části Jižní Ameriky, od And na východ a od severní Argentiny na sever po Venezuelu a Kolumbii. Vyskytuje se ve sladkých tropických vodách, jako jsou mělká jezírka a tůňky, vzdálených od pobřeží, vždy v blízkosti porostu bujné vegetace.

## Chování a potrava
Kachnička amazonská žije v párech či v malých skupinách do dvou desítek jedinců. Hnízdí na kupách rostlinného materiálu, obklopeného vodní hladinou, vzácněji též v dutinách stromů. Samice snáší 6-8 vajec, která se inkubují přibližně 25 dní. Při odchovu mláďat se do péče zapojují oba rodiče. Živí se semínky, plody, kořínky a hmyzem (kachňata jsou striktně insektivorní, tedy hmyzožravá).
Populace tohoto druhu v přírodě jsou početné a stálé, podle IUCN je tento druh řazen mezi málo dotčené.

## Chov v zoo
V Česku se kachnička amazonská na rozdíl třeba od kachničky mandarinské či čírky amazonské nechová jako okrasný pták a najít ji lze jen v několika zoologických zahradách. V Evropě je chována v několika desítkách zoo, z toho třech českých:
- Zoo Praha
- Zoo Zlín
- Zoo Tábor

### Chov v Zoo Praha
Tento druh je v Zoo Praha chován od roku 2014. V září 2019 byly dovezeny dvě samice z ptačího parku v německém Walsrode. Kachnička amazonská je k vidění v expozičním celku Ptačí mokřady v dolní části zoo.